# Фрис Зиновій Петрович
Зиновій Петрович Фрис (нар. 2 лютого 1956, с. Борщовичі, Україна) — український журналіст, радіожурналіст, публіцист. Член НСЖУ (1985).

## Життєпис
Зиновій Петрович Фрис народився 2 лютого 1956 року в селі Борщовичах (нині — Львівського району Львівської области, (Україна).
Закінчив коледж у Бродах і факультет журналістики університету імені Ломоносова в Москві (1983).
Працював відповідальним секретарем у редакції газети «Ровесник», редактором чортківської районної газети «Голос народу» (листопад 1988 — квітень 1991), редактором незалежного всеукраїнського тижневика «Заповіт» (1991—1992), власкором «Київських відомостей» у країнах Балтії і Скандинавії, журналістом на радіо «Свобода», де вів цикли радіопередач, зокрема «Вечірню „Свободу“ в прямому ефірі» (1995—2012, розмови з українськими політиками, політологами, журналістами) і «Листи на „Свободу“». Співзасновник і редактор (1991—1993) всеукраїнського тижневика «Пан+пані».
Проживає в м. Празі (Чехія).
Зі студентських років захоплюється фотографією.

## Доробок
Автор численних публікацій, радіопередач.